# Cliffortia incana
Cliffortia incana är en rosväxtart som beskrevs av August Henning Weimarck. Cliffortia incana ingår i släktet Cliffortia och familjen rosväxter. Inga underarter finns listade i Catalogue of Life.